# Lutjanus xanthopinnis
Lutjanus xanthopinnis là một loài cá biển thuộc chi Lutjanus trong họ Cá hồng. Loài này được mô tả lần đầu tiên vào năm 2015.

## Từ nguyên
Từ định danh được ghép bởi hai âm tiết trong tiếng Latinh: xantho ("màu vàng") và pinnis ("vây"), hàm ý đề cập đến các vây có màu vàng nổi bật của loài cá này.

## Phân bố
Lutjanus madras trước đây được cho là có phân bố rộng khắp Ấn Độ Dương và Tây Thái Bình Dương, tuy nhiên, L. madras thật sự đường như chỉ giới hạn ở Tây Ấn Độ Dương, và từ Đông Ấn tới Tây Thái Bình Dương là phạm vi của một loài chưa được biết đến trước đó, chính là L. xanthopinnis.
L. xanthopinnis có phân bố trải rộng từ Sri Lanka và biển Andaman (gồm Bangladesh, quần đảo Andaman và bờ tây Thái Lan) đến Philippines, phía nam từ Malaysia xuống đến đảo Bali, ngược lên phía bắc đến Nam Nhật Bản, Trung Quốc và đảo Đài Loan.

## Mô tả
Chiều dài cơ thể lớn nhất được ghi nhận ở L. xanthopinnis là 19,2 cm (chiều dài tiêu chuẩn).
Thân trên màu đỏ hồng nhạt hoặc xám bạc, sẫm màu hơn ở phần trên của đầu và lưng, trắng hơn ở bụng. Các sọc ngang màu vàng (mỗi sọc trên một hàng vảy cá) ở thân dưới, nằm dưới đường bên; sọc giữa thân kéo dài từ mắt thường dày hơn một chút và có màu đậm hơn (sọc này ở cá con dày hơn hẳn, chiếm gần hai hàng vảy); các vạch mỏng hơn màu vàng hoặc vàng nâu ở phía trên đường bên nhưng nằm xiên. Vây lưng, vây đuôi, hậu môn và vây ngực màu vàng tươi; vây bụng màu trắng phớt vàng. Mống mắt màu vàng kim. Mống mắt đỏ nhạt đến vàng kim.
Số gai ở vây lưng: 10; Số tia vây ở vây lưng: 13; Số gai ở vây hậu môn: 3; Số tia vây ở vây hậu môn: 8; Số tia vây ở vây ngực: 16–17; Số vảy đường bên: 48–50.

## So sánh
L. xanthopinnis và L. madras khác nhau về số lượng vảy, và ở mức độ nào đó là về kiểu hình dù khó nhìn thấy. Kiểm tra hình thái của các mẫu vật kết hợp với việc phân tích và so sánh DNA ty thể cũng khẳng định tính riêng biệt của L. xanthopinnis và L. madras.
L. xanthopinnis có ít vảy má (4–5) hơn so với L. madras (7–8); rìa xương trước nắp mang ở L. xanthopinnis có nhiều vảy chìm ẩn, nhưng lại không có vảy nào ở L. madras. Về kiểu hình, khác nhau chủ yếu ở sọc giữa thân đối với cá thể trưởng thành của hai loài này. Sọc giữa của L. xanthopinnis chỉ rộng bằng một hàng vảy (hoặc dày hơn không đáng kể), nhưng sọc giữa của L. madras dày hơn hẳn, chiếm khoảng 1,5–3 hàng vảy. Cá con của hai loài, trái lại, đều có sọc giữa rất dày nên không thể phân biệt nếu chỉ quan sát bắng mắt thường.
L. xanthopinnis và L. madras cùng nằm trong nhóm phức hợp cá hồng sọc vàng với 5 loài khác, là Lutjanus adetii, Lutjanus lutjanus, Lutjanus mizenkoi, Lutjanus ophuysenii và Lutjanus vitta.